# 宮島焼
宮島焼（みやじまやき）とは、広島県廿日市市宮島口地区で焼かれる陶器。宮島口は対岸に宮島を望み、その厳島神社参拝の際の縁起物として焼かれた。別名を神砂焼（しんしゃやき）、御砂焼（おすなやき）とも呼び、宮島の砂を粘土に混ぜて焼いている。
これは元々、近郷の賀茂郡の村人らが旅行に出かける際に、宮島の砂を「お砂守」として拝受し、無事に帰郷した際には、その砂で土器（お砂焼）を作り、宮島の神前に供えたという慣習に因んでいる。

## 歴史
宮島焼の走りとなる「お砂焼」が焼かれ始めたのは天明、寛政の頃と伝えられる。後に浅野藩の奨励品として宮島焼が奨められ、全国に名を馳せたが、藩政の弱体化もあって長続きしなかった。
1892年（明治25年）に再興、そして1910年（明治43年）には京都で修行を積んだ川原陶斎が本格的に窯を開いた。その後初代山根興哉（-こうさい）が京焼、萩焼の手法を採り入れた宮島焼を焼き始め、厳島神社の祭祀品も担当することになった。現在もこの川原、山根の2つの窯が伝統を継承している。

## 特徴
宮島焼は決して派手ではないが、素朴で独特の温かみがある。意匠は宮島のシンボルでもある紅葉や拝殿が多い。用途は土産物向けに、茶碗、小皿、土鈴などを焼いている。なお、いわゆる「お砂」は、粘土の中にごく微量を混ぜ込んでいるだけであり、見て判別できる物ではない。だが、その神域の「お砂」を頂戴することによって、縁起物、有り難き代物である価値を見いだせるのである。